# Франц Юстус Рарковскі
Франц Юстус Рарковскі (нім. Franz Justus Rarkowski; 8 червня 1873, Алленштайн — 9 лютого 1950, Мюнхен) — німецький католицький єпископ і капелан, керівник католицького духовенства ВМС, католицький польовий єпископ вермахту (еквівалент контрадмірала/генерал-майора).

## Біографія
9 січня 1908 року висвячений в ксьондзи. У 1908-14 року директор Кураторіуму в Кошені і Летцене. Після початку Першої світової війни став священиком в таборі для військовополонених в Берліні і Бланкенберзі, священиком берлінського військового шпиталю, секретарем католицького польового єпископа. З липня 1916 року — дивізійний священник 1-ї гвардійської дивізії. З 1 квітня 1918 року — дивізійний священник в Кобленці. З січня 1920 року — священник військового округу в Кенігсбергу, з 1 жовтня 1927 року — в Бреслау, з 1 лютого 1929 року — в Берліні. З 1 жовтня 1929 року — представник керівника католицького військового духовенства в Імперському військовому міністерстві. 11 серпня 1936 року був призначений виконувачем обов'язків католицького польового єпископа вермахту і таким чином очолив все військове католицьке духовенство в німецькому ВМФ (затверджений 20 лютого 1938 року). В січні 1945 року тяжко захворів і 6 лютого пішов на спочинок.